# Ablerus gratus
Ablerus gratus är en stekelart som beskrevs av Girault 1929. Ablerus gratus ingår i släktet Ablerus och familjen växtlussteklar. Inga underarter finns listade i Catalogue of Life.